# Devčata
Devčata (Девчата, "ragazze") è un film del 1962, diretto da Jurij Čuljukin, con Michail Ivanovič Pugovkin. 

## Trama
Tosja è la nuova giovane lavoratrice, fresca di studi, che si unisce, in qualità di cuoca, ad un'organizzazione di boscaioli stanziati in una località montana russa. Il'ja Kovrigin è il lavoratore modello della comunità, nonché discretamente maschilista, e Tosja si scontra, a questo proposito, con lui, sin dall'inizio. Il'ja, sorpreso ed offeso, scommette con l'amico Filja che riuscirà in breve tempo ad ottenere i favori di Tosja. Il rapporto fra Tosja e Il'ja si sviluppa, tuttavia, al di là della scommessa, e attraverso una serie di vicissitudini giunge alla completa sincerità e verità.

## Produzione
Il ruolo di Tosja, inizialmente promesso dal regista Jurij Čuljukin alla moglie Natal'ja Kustinskaja, venne invece affidato a Nadežda Rumjanceva. Fu poi la Kustinskaja a rifiutare il ruolo di Anfisa, che le venne offerto in seconda battuta Nella sceneggiatura, Tosja è diciottenne, mentre la Rumjanceva, all'epoca delle riprese, aveva compiuto i trent'anni; il personaggio di Il'ja, sempre da sceneggiatura, appare più vecchio di Tosja, mentre in realtà i due attori avevano la stessa età. L'intero guardaroba di Tosja fu procurato dalla stessa Rumjanceva.
Per il ruolo di Il'ja furono considerati Vjačeslav Šalevič e Jurij Belov, ma la parte fu affidata a Nikolaj Rybnikov, già distintosi in Высота di Aleksandr Zarchi (1956), che dimagrì di 20 chili per entrare nel personaggio. Per il tuolo di Dement'ev il regista aveva pensato al suo amico d'infanzia e compagno di studi Vladimir Gusev, che tuttavia non accettò. Le scene del villaggio di boscaioli sono state girate negli studios della Mosfil'm di Mosca, appositamente allestiti, e nell'adiacente via Mosfil'movskaja ulica, dove sono stati piantati trecento alberi. Ulteriori scene sono state riprese negli Urali, nel villaggio di Bobrovka, presso Čusovoj, situata allora nell'Oblast' di Perm'. Le condizioni atmosferiche divennero tuttavia proibitive per il gelo, e ci si trasferì allora nella segheria della località di Olenino, nell'Oblast' di Tver'. Le scene finali furono girate a Jalta, dove l'abbigliamento pesante richiesto dal copione rese difficile agli attori confrontarsi con la calura estiva di agosto.
Le scene con il treno furono girate nell'Oblast' di Rjazan', fra Spas-Klepiki e Pilevo. 

## Colonna sonora
La canzone "Staryj klën" (Старый клён), su testo del poeta Michail Matusovskij e con musica di Aleksandra Pachmutova è stata interpretata nel film dagli attori Ljus'ena Ovčinnikova e Nikolaj Pogodin; degli stessi autori viene eseguita "Chorošie Devčata" (Хорошие девчата). 

## Distribuzione e accoglienza
Devčata uscì il 7 marzo 1962 al DRC di Mosca. Alla prima presenziò l'intera troupe e il cast del film ad eccezione dell'attrice Inna Makarova, che riteneva che il processo di montaggio non le avesse reso giustizia.
Le autorità ritenevano il film "troppo mondano e superficiale per gli schermi sovietici"; ma ottenne i favori della critica e del pubblico, e solo nel 1962, anno della sua uscita, fu visionato da ben 35 milioni di spettatori. La stampa non sovietica forgiò per Nadežda Rumjanceva gli appellativi di "Charlie Chaplin in gonnella" o "la Giulietta Masina russa".

## Riconoscimenti
- 1962 – Nadežda Rumjanceva ottenne il premio come "migliore attrice", per il film, al Festival internazionale del cinema di Mar del Plata (Argentina).
- 1962 – Diploma onorario dell'Edinburgh International Film Festival (Scozia).
- 1962 – Diploma onorario della giuria di genitori e studenti della versione giovanile del Festival di Cannes.